# Кузнецово (Томская область)
Кузнецово — деревня в Шегарском районе Томской области. Входит в состав Анастасьевского сельского поселения.

## История
Основана в 1810 году. В 1926 году состояла из 56 хозяйств, основное население — русские. В составе Гынгазовского сельсовета Богородского района Томского округа Сибирского края.

## Население
| 1926 | 2002 | 2010 | 2012 | 2013 | 2014 | 2015 |
| ---- | ---- | ---- | ---- | ---- | ---- | ---- |
| 361  | ↘57  | ↘37  | ↗39  | ↘38  | →38  | →38  |
| 2021 |      |      |      |      |      |      |
| ↗43  |      |      |      |      |      |      |